# José Soler Casabón
José Soler Casabón (Mequinenza, 31 agosto 1884 – Parigi, 9 marzo 1964) è stato un compositore spagnolo.

## Biografia
Nasce a Mequinenza ed è figlio di Tomás Soler, commerciante della località, e di Inocencia Casabón, originaria di Samper de Calanda. Durante la giovinezza risiede a Barcellona, dove completa la sua formazione come musicista. A soli 15 anni compone brani per violino e pianoforte basati su melodie e poesie in lingua catalana. Oltre al pianoforte, padroneggiava la chitarra classica ed era un eccellente violinista. A Barcellona intrecciò anche una duratura e intima amicizia con un altro aragonese residente nella capitale catalana, Pablo Gargallo.
Soler Casabón lascia Barcellona a 23 anni e si stabilisce al numero 3 di rue Vercingétorix, a Montparnasse, Parigi. Durante quel periodo parigino, si dedica a studiare e comporre sonate, mottetti e fughe seguendo l’esempio di maestri come Antonio de Cabezón e Johann Sebastian Bach. A Parigi entra in contatto con gli artisti delle avanguardie, instaurando rapporti di amicizia – talvolta tormentosi – con diversi artisti e scrittori del suo tempo, tra cui Apollinaire, Picasso, Miró, Gris, Llorens Artigas e Princet. Lo scrittore Pierre Reverdy arrivò a considerare Soler Casabón uno degli individui più intelligenti e brillanti che avesse mai conosciuto
Sebbene fosse un eccellente violinista, con i suoi amici preferiva suonare la chitarra. Per ottenere risorse economiche, collaborò con diverse orchestre di cabaret. Sia a Parigi che a Barcellona, era solito alloggiare presso l’abitazione del suo amico Gargallo. Nel 1914 compose L’Hiver sur les champs nella casa di Pablo Gargallo, opera che revisionò e orchestrò nel 1915. Nel 1918 compose, sempre nella casa dello scultore, Crépuscules e, nel 1920, Diurnes, una versione per pianoforte che, tra il 1949 e il 1950, adattò per orchestra da camera.
Nel 1917, Apollinaire decise di creare un balletto basato sulla sua poesia Le musicien de Saint Merry, pubblicata nella raccolta Calligrammes. Il poeta aveva previsto la partecipazione di Picasso, Diaghilev e Soler Casabón a questo spettacolo. Il musicista di Mequinenza compose e orchestrò la parte musicale. Tuttavia, la morte di Apollinaire, le conseguenze di tre conflitti bellici e i cambiamenti nei ruoli di diversi dirigenti dell'Opéra di Parigi furono ostacoli che ne impedirono la rappresentazione.
Nel 1920 iniziò una convivenza con una donna di nome Lily, ma il carattere del musicista non era dei più adatti a favorire le relazioni. Durante i pochi anni di matrimonio rimase praticamente scomparso, mantenendo appena qualche contatto con i suoi amici. A partire dal 1925 riapparve in Germania come violinista in un'orchestra zingara. Si sa che nel 1926 Soler Casabón fece visita a Reverdy nella sua residenza di Solesmes, dove, accompagnato dalle sue partiture, ascoltava i canti gregoriani dei benedettini dell'abbazia di Solesmes. Il musicista era riuscito a mettere da parte qualche risparmio, che investì in borsa e perse nel crollo del 1929.
Quando il Fronte Popolare trionfò in Francia nel 1936, Soler Casabón si trasferì nuovamente a Mequinenza, in Spagna, dove alcuni abitanti ricordano di averlo visto suonare il violino sull’antica passeggiata lungo il fiume Ebro. È possibile che la sua vicinanza alle idee dei movimenti operai della Spagna repubblicana lo abbia spinto a tornare in Francia all’inizio del 1939. In effetti, uno dei suoi progetti era mettere in pratica, su alcuni terreni di Mequinenza, una riforma agraria di concezione moderna che prevedeva la condivisione delle colture, l’ampliamento del numero di raccolti annuali e l’istituzione di un allevamento razionale di capre.
Attraversata la frontiera francese, fu internato nel Campo di Concentramento di Argelès. Magalí, la vedova di Pablo Gargallo, scrisse alla figlia Pierrette, che si trovava a Parigi, chiedendole di intervenire per liberare "il musicista di Mequinenza" e le suggerì di recarsi, insieme a Josep Llorens Artigas, da Picasso per chiedere aiuto. Picasso, tuttavia, si mostrò assolutamente reticente a offrire qualsiasi tipo di assistenza a Soler Casabón.
Soler Casabón riuscì a uscire dal campo di concentramento grazie alle iniziative di Magalí Gargallo e della moglie del professor Soula. Probabilmente fu trasferito al campo di Agdé e poco dopo liberato. Fu accolto a Ceret dal pittore Pierre Brune, per poi partire successivamente verso Tolosa. Con l’inizio della Seconda Guerra Mondiale, progettò di trasferirsi in Venezuela. Il 1º giugno scrisse a Picasso chiedendogli 20.000 franchi per potersi recare nel paese sudamericano. La lettera arrivò nella casa parigina del pittore proprio mentre i tedeschi stavano procedendo alla sua requisizione. Si suppone che la mancanza di mezzi economici gli abbia impedito di partire per il Venezuela. Durante questo nuovo periodo bellico, Soler Casabón visse sotto la protezione dell’artista e incisore ebreo-tedesco Albert Mentzel (conosciuto come Flocon). Di lui si perdono le tracce in questa fase della sua vita.
Le esperienze vissute da Soler Casabón durante entrambe le guerre, quella spagnola e quella mondiale, lo portarono a rompere con i movimenti estetici dell'inizio del XX secolo, orientandosi verso un modernismo più radicale. La sua riorientazione stilistica passò, secondo Damien Top, attraverso l'esplorazione di un sistema che lui stesso chiamò "comatico". Questo sistema prevedeva infatti una divisione della scala musicale in quarti di tono e comi, anziché in toni e semitoni, utilizzando un metodo personale di segni. Il compositore si immerse nelle avanguardie musicali con questo sistema, dimostrando di essere perfettamente a conoscenza di Schönberg e di conoscere a fondo Debussy e Stravinskij.
Soler Casabón visse i suoi ultimi anni in estrema povertà. Dopo essere stato investito da un'auto, la sua condizione fisica si deteriorò notevolmente, tanto che riusciva a malapena a parlare e scrivere. Nel 1961 firmò una richiesta di assistenza economica. Dopo un collasso, fu ricoverato all'Hospice de Villejuif, dove morì il 9 marzo 1964. I suoi vicini della rue Arsonval, ignari del valore di alcune delle sue cose, iniziarono a distruggerle. Grazie all'intervento tempestivo del pittore Joly e di sua moglie, la compositrice Suzanne Joly, si riuscirono a salvare alcuni documenti e partiture, tre dischi Pyral – unico testimone esistente della voce di Soler Casabón – e la partitura dell'orchestra e i manoscritti di Le Musicien de Saint-Merry, che il compositore mequinenzano aveva scritto con una calligrafia ammirabile.
Soler Casabón ha composto anche per il cinema. Nel film Le Picador compaiono due sue composizioni, La zambomba e Le vitoz, con il testo di H. de Astier e interpretate da Jean Mauran, baritono dell'Opera di Parigi. Tuttavia, non sono conservati registri di queste canzoni, né di altre sue opere create per accompagnare film come Le chant du Picador, En Andalousie o Viva Vicente.
Dopo il 1939, Soler Casabón entrò in contatto con Gilbert Cohen-Seat, presidente della Maitrise artisanale de l’Industrie Cinématographique. Nel 1945, partecipò al film Gitanes d’Espagne, diretto da Jean Castagnier (Joan Castanyer) e prodotto da Pierre Braunberger, in collaborazione con Francisco Gil e José Santos.
Soler Casabón pubblicò Fonds perdu, una raccolta di 43 poesie in francese, suddivise in due periodi: 1912-1920 e 1932-1939. Quest'opera, dedicata al professor Camille Soula, fu stampata nel dicembre del 1939 in un'edizione limitata a 34 copie. Nel maggio del 1940, inviò alcune copie ai suoi amici, e il numero 2 fu dedicato a Pierre Reverdy.

## Omaggio in Mequinenza
Nel 2009, in occasione del 125º anniversario della nascita di José Soler Casabón, Mequinenza ha riscoperto la sua figura con un concerto che ha presentato alcune delle sue partiture recuperate. Tra le opere eseguite c’era Le musicien de Saint Merry nella versione del 1917 a due pianoforti, per la prima volta in Spagna. Il concerto includeva anche L'hiver sur les champs, Nocturne e Crépuscles, tutte composte durante la sua permanenza con la famiglia Gargallo a Barcellona.